# Chikwawa (stad)
Chikwawa is een stad in Malawi en is de hoofdplaats van het gelijknamige district Chikwawa.
Chikwawa telt naar schatting 12.000 inwoners.
Chikwawa is sinds 1965 de zetel van een rooms-katholiek bisdom.